# Ivete, Gil e Caetano
Ivete, Gil e Caetano é um álbum ao vivo em colaboração de três cantores brasileiros: Ivete Sangalo, Gilberto Gil e Caetano Veloso. Foi lançado em versão standard e deluxe, chegando primeiramente por download digital através do iTunes Brasil em 24 de abril de 2012 pela Globo Marcas. Com um total de 15 faixas na edição normal e 19 na versão deluxe, o álbum reúne diversas canções famosas dos interpretes. O álbum alcançou o topo dos discos mais vendidos no iTunes após poucas horas de seu lançamento. Conquistou o prêmio Grammy Latino de Melhor Álbum de Música Popular Brasileira em 2012, além de ter sido indicado ao Álbum do Ano.

## Lista de faixas
| CD  |                                   |         |  |
| N.º | Título                            | Duração |  |
| 1.  | "A Novidade"                      | 2:24    |  |
| 2.  | "Toda Menina Baiana"              | 3:31    |  |
| 3.  | "O Meu Amor"                      | 4:51    |  |
| 4.  | "Tá Combinado"                    | 4:07    |  |
| 5.  | "A Linha e O Linho"               | 3:25    |  |
| 6.  | "A Luz de Tieta"                  | 3:57    |  |
| 7.  | "Tigresa"                         | 3:58    |  |
| 8.  | "Você É Linda"                    | 4:58    |  |
| 9.  | "Atrás da Porta"                  | 5:53    |  |
| 10. | "Super Homem"                     | 4:26    |  |
| 11. | "Se Eu Não Te Amasse Tanto Assim" | 3:45    |  |
| 12. | "Olhos Nos Olhos"                 | 3:00    |  |
| 13. | "Drão"                            | 4:35    |  |
| 14. | "Dom de Iludir"                   | 3:49    |  |
| 15. | "Amor Até O Fim"                  | 4:18    |  |

| CD (edição deluxe) |                          |         |  |
| N.º                | Título                   | Duração |  |
| 16.                | "Queixa"                 | 2:24    |  |
| 17.                | "Is This Love"           | 3:31    |  |
| 18.                | "A Novidade" (vídeo)     | 4:51    |  |
| 19.                | "Atrás da Porta" (vídeo) | 5:53    |  |

| DVD |                                   |         |  |
| N.º | Título                            | Duração |  |
| 1.  | "Quadrilha"                       | 2:24    |  |
| 2.  | "O Meu Amor"                      | 3:31    |  |
| 3.  | "Tá Combinado"                    | 4:51    |  |
| 4.  | "A Linha e O Linho"               | 4:07    |  |
| 5.  | "A Luz De Tieta"                  | 3:25    |  |
| 6.  | "Tigresa"                         | 3:57    |  |
| 7.  | "Você É Linda"                    | 3:58    |  |
| 8.  | "Atrás Da Porta"                  | 4:58    |  |
| 9.  | "Super Homem"                     | 5:53    |  |
| 10. | "Se Eu Não Te Amasse Tanto Assim" | 3:45    |  |
| 11. | "Olhos Nos Olhos"                 | 3:00    |  |
| 12. | "Drão"                            | 4:35    |  |
| 13. | "Dom de Iludir"                   | 3:49    |  |
| 14. | "Amor Até O Fim"                  | 4:18    |  |

## Histórico de Lançamento
| País           | Data                | Formatos                | Gravadora    |
| -------------- | ------------------- | ----------------------- | ------------ |
| Brasil         | 24 de abril de 2012 | CD DVD download digital | Globo Marcas |
| Estados Unidos | 14 de maio de 2012  | CD DVD download digital | Globo Marcas |